# Weerstandsthermometer

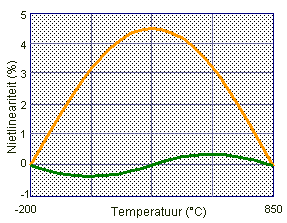
afwijking
gecorrigeerde waarden van een Pt100 temperatuursensor

Een weerstandsthermometer is een thermometer waarbij gebruik wordt gemaakt van het verschijnsel dat de elektrische weerstand van veel materialen afhankelijk is van de temperatuur. Een temperatuursensor levert een elektrisch signaal aan een meetinstrument, waarop de temperatuur is af te lezen. Er bestaan weerstandsthermometers met een sensor op basis van metalen en halfgeleiders.
De weerstand is als volgt afhankelijk van de temperatuur:
{\displaystyle R_{T2}=R_{T1}(1+\alpha (T_{2}-T_{1}))}
waarin:
{\displaystyle R_{T2}} = weerstand bij temperatuur {\displaystyle T_{2}} 

{\displaystyle R_{T1}} = weerstand bij temperatuur {\displaystyle T_{1}} 

{\displaystyle \alpha } = weerstandstemperatuurcoëfficiënt
Een veelgebruikte manier om de weerstand te meten is met een brug van Wheatstone. De weerstand van de sensor wordt vergeleken met een bekende weerstand en uit deze meting wordt de temperatuur bepaald. Veel sensors hebben echter geen lineaire karakteristiek, zodat er een extra correctie plaats dient te vinden om de nauwkeurigheid voldoende groot te maken. De afwijking voor een Pt100 bedraagt maximaal ruim vier procent, zie de figuur, maar een NTC-weerstand heeft een geheel logaritmische kromme. Langs elektronische weg zijn deze correcties uitstekend uit te voeren.
Veel gebruikte metalen voor deze toepassing zijn nikkel en platina. Beide hebben een behoorlijk lineair verloop van de weerstand bij temperatuurverandering, in relatief kleine temperatuurbereiken zelfs zeer lineair. Het bereik van een platina weerstand is van -200 tot boven de 800 °C en dat van nikkel tot ongeveer 200 °C.